# Аполлон Барберини
Аполлон Барберини — древнеримская скульптура I—II веков н. э., возможно, копия Аполлона Кифареда.

## История и описание
Данная скульптура — вероятная копия работы Аполлона Кифареда, которая была культовой статуей в храме Аполлона Палатинского в Риме (возможно, работа древнегреческого скульптора Скопаса предположительно из святилища Аполлона в городе Рамнунт в Аттике).
Статуя названа в честь семьи Барберини, владевшими этим произведением. В настоящее время находится в мюнхенской Глиптотеке (инвентарный номер 211).
В числе других работ из коллекции Барберини — «Фавн Барберини» и «Портлендская ваза».